# David Holston
David Holston (Pontiac, Míchigan, 26 de enero de 1986) es un jugador de baloncesto estadounidense que pertenece a la plantilla del JDA Dijon de la Pro A, la primera categoría del baloncesto francés. Con 1,73 metros de estatura, juega en la posición de base.

## Trayectoria deportiva
Jugó durante cuatro temporadas con los Chicago State Cougars y tras no ser elegido en el Draft de la NBA de 2009, comenzaría su carrera profesional en Turquía en las filas del Pınar Karşıyaka donde jugaría dos temporadas y más tarde, jugaría una temporada baloncesto alemán en el Artland Dragons.
En 2012, volvería a Turquía para reforzar al Mersin BB, realizando unos promedios de 14.8 puntos, 2.8 rebotes y 4.2 asistencias por partido en la TBL, pero su estancia fue breve, regresando al club alemán donde jugaría durante dos temporadas más.
En el mes de julio de 2015 firmó con el JDA Dijon de la Pro A francesa, donde jugaría durante dos temporadas. 
En verano de 2017, se marcharía a Turquía para jugar en las filas del Samsum. En enero de 2018, tras la baja de J. J. Frazier en el JDA Dijon, vuelve al conjunto francés firmando un contrato hasta el final de la temporada 2017/18.